# Saša Mihelčič
Saša Mihelčič, slovenska gledališka, televizijska in filmska igralka.
Leta 1998 je diplomirala na Akademiji za gledališče, radio, film in televizijo v Ljubljani in nastopala v več slovenskih gledališčih. Od leta 2003 je članica ansambla Slovenskega narodnega gledališča Drama Ljubljana. Prejela je Študentsko Prešernovo nagrado in leta 2007 Severjevo nagrado ter Zlatega leva za igro na Festivalu v Umagu. Nastopala je tudi v več filmih in TV serijah.

## Filmografija
- Gorske sanje (2018, TV serija)
- Mulci (2014, kratki igrano-animirani film)
- Čefurji raus! (2013, celovečerni igrani film)
- Pisma iz Egipta (2010, celovečerni igrani film)
- Hodnik (2009, celovečerni igrani TV film)
- Spleti čisto blizu vas (1999, TV igra)
- Tantadruj (1994, celovečerni igrani TV film)